# کمپوچیای دموکراتیک
کمپوچیای دموکراتیک، دولت تحت کنترل خمرهای سرخ بود که بین ۱۹۷۵ تا ۱۹۷۹ در کامبوج حکومت می‌کردند. این دولت پس از شکست جمهوری خمر لون نول از نیروهای خمرهای سرخ تأسیس شد. این دولت پس از از دست دادن کنترل بیشتر خاک کامبوج به دلیل اشغال توسط ویتنام به عنوان یک دولت در سایه مورد حمایت چین به بقای خود ادامه داد. خمرهای سرخ در ۱۹۸۲ دولت ائتلافی جمهوری کمپوچیا را با دو حزب چریکی غیر کمونیست تشکیل داد که مورد شناسایی بین‌المللی قرار گرفت. این دولت در ۱۹۹۰ به کامبوج تغییر نام داد.
در دوران رهبری پل پوت، شهرها تخلیه شدند، مذهب سازمان یافته ملغی شد و مالکیت خصوصی، پول و بازارها حذف شدند. یک نسل‌کشی منجر به اتلاف ۲۰ درصد جمعیت کشور شد و بیشتر کشتارها ملهم از ایدئولوژی خمرهای سرخ بود که بر «انتقام بی تناسب» از اغنیا و ستمگران قدرتمند تأکید داشت. قربانیان شامل سرمایه داران غنی، افراد حرفه‌ای، روشنفکران، پلیس و کارمندان دولت و اقلیتهای قومی چون چینی، ویتنامی، لائو و چام بود.
کشتار تنها در ۱۹۷۹ با اشغال کشور توسط قوای جبهه متحد کمپوچیایی برای رهایی ملی و جمهوری خلق ویتنام که در پی آن جمهوری خلق کمپوچیا پایه نهاده شد پایان یافت. این دولت طرفدار شوروی بود و کشور نابود شده را از نو آفرید. این روند از قوای کمپوچیای دموکراتیک که در مرز تایلند مناطقی را تحت کنترل داشتند ضربه می‌دید. جمهوری خلق چین و بیشتر کشورهای غربی به شناسایی کمپوچیای دموکراتیک به عنوان دولت قانونی کشور ادامه دادند.